# Список Героев Советского Союза (Кармацкий — Кживонь)
В настоящем списке представлены в алфавитном порядке все Герои Советского Союза, чьи фамилии начинаются с буквы «К» (всего 1760 человек, из которых 22 удостоены звания дважды и один — И. Н. Кожедуб — трижды). Список содержит даты Указов Президиума Верховного Совета СССР о присвоении звания, информацию о роде войск, должности и воинском звании Героев на дату представления к присвоению звания Героя Советского Союза, годах их жизни.
Ударения в фамилиях Героев приведены по книге «Герои Советского Союза: Краткий биографический словарь / Пред. ред. коллегии И. Н. Шкадов. — М.: Воениздат, 1987. — Т. 1 /Абаев — Любичев/. — 911 с. — 100 000 экз. — ISBN отс., Рег. № в РКП 87-95382.».
- Персиковым цветом  в таблице выделены Герои, удостоенные звания дважды и более раз.
- Серым цветом  в таблице выделены Герои, представленные к званию посмертно.

| Навигационная таблица | Навигационная таблица                |
| --------------------- | ------------------------------------ |
| «К»                   | Кабак Николай — Калинин Николай      |
| «К»                   | Калинин Степан — Кармацкий Владимир  |
| «К»                   | Кармацкий Тимофей — Кживонь Анеля    |
| «К»                   | Киба Григорий — Клевцов Сергей       |
| «К»                   | Клейбус Фёдор — Коваленко Сергей     |
| «К»                   | Коваленко Юрий — Колдубов Михаил     |
| «К»                   | Колдунов Александр — Компанеец Фёдор |
| «К»                   | Компаниец Алексей — Копытин Михаил   |
| «К»                   | Копытов Михаил — Корчагин Лев        |
| «К»                   | Корчак Иосиф — Котов Николай         |
| «К»                   | Котов Сергей — Краснов Анатолий      |
| «К»                   | Краснов Виктор — Крюков Василий      |
| «К»                   | Крюков Владимир — Кузнецов Николай   |
| «К»                   | Кузнецов Павел — Кунавин Григорий    |
| «К»                   | Кунгурцев Евгений — Кянжин Пантелей  |

| № п/п | Фамилия Имя Отчество                                                                             | Дата Указа            | Род войск    | Должность | Звание                    | Годы жизни                | БС ГС НЛ                        |
| ----- | ------------------------------------------------------------------------------------------------ | --------------------- | ------------ | --- | ------------------------- | ------------------------- | ------------------------------- |
| 231   | Карма́цкий Тимофей Фёдорович                                                                      | 21.09.1943            | комиссар     | заместитель по политической части командира батареи 839-го гаубичного артиллерийского полка 29-й гаубичной артиллерийской бригады 10-й артиллерийской дивизии РГК в составе 40-й армии Воронежского фронта                                     | лейтенант                 | 15.12.1918 — 10.05.2002   | [ БС 1 ] [ ГС 1 ] [ НЛ 1 ]      |
| 232   | Карми́шин Дмитрий Дмитриевич                                                                      | 18.12.1956            | авиация      | штурман эскадрильи 880-го гвардейского бомбардировочного авиационного полка 177-й гвардейской бомбардировочной авиационной дивизии Особого корпуса                                                                                             | гвардии капитан           | 04.11.1926 — 07.11.1956   | ——                              |
| 233   | Карнако́в Михаил Севастьянович                                                                    | 07.08.1943            | артиллерия   | наводчик орудия 844-й артиллерийского полка 303-й стрелковой дивизии 57-й армии Юго-Западного фронта | красноармеец              | 21.11.1923 — 12.03.1943   | [ БС 1 ] [ ГС 3 ] [ НЛ 2 ]      |
| 234   | Карнау́хов Виталий Леонидович укр. Карнаухов Віталій Леонідович                                   | 17.10.1943            | пехота       | стрелок 705-го стрелкового полка 121-й стрелковой дивизии 60-й армии Воронежского фронта | красноармеец              | 1925 — 15.10.1943         | [ БС 1 ] [ ГС 4 ] [ НЛ 3 ]      |
| 235   | Карнау́шенко Михаил Павлович укр. Карнаушенко Михайло Павлович                                    | 24.03.1945            | пехота       | командир батальона 117-го гвардейского стрелкового полка 39-й гвардейской стрелковой дивизии 8-й гвардейской армии 1-го Белорусского фронта | гвардии старший лейтенант | 12.12.1906 — 21.02.1975   | [ БС 2 ] [ ГС 5 ] [ НЛ 4 ]      |
| 236   | Карна́ч Степан Андреевич бел. Карнач Сцяпан Андрэевіч                                             | 04.02.1944            | авиация      | штурман 247-го истребительного авиационного полка 203-й истребительной авиационной дивизии 1-го штурмового авиационного корпуса 5-й воздушной армии Степного фронта                                                                            | капитан                   | 10.11.1918 — 02.02.1991   | [ БС 3 ] [ ГС 6 ] [ НЛ 5 ]      |
| 237   | Карначёнок Николай Александрович бел. Карначонак Мікалай Аляксандравіч                           | 23.11.1942            | авиация      | командир звена 434-го истребительного авиационного полка 8-й воздушной армии Сталинградского фронта | лейтенант                 | 1922 — 22.09.1942         | [ БС 3 ] [ ГС 7 ] [ НЛ 6 ]      |
| 238   | Каро́зин Александр Николаевич                                                                     | 06.04.1945            | артиллерия   | командир 9-й гвардейской отдельной истребительно-противотанковой бригады РГК в составе 13-й армии 1-го Украинского фронта | полковник                 | 16.03.1908 — 07.03.1988   | [ БС 3 ] [ ГС 8 ] [ НЛ 7 ]      |
| 239   | Карпачёв Василий Тимофеевич                                                                      | 10.04.1945            | пехота       | командир орудия 1066-го стрелкового полка 281-й стрелковой дивизии 2-й ударной армии 2-го Белорусского фронта | младший сержант           | 11.02.1919 — 06.02.1945   | [ БС 3 ] [ ГС 9 ] [ НЛ 8 ]      |
| 240   | Карпе́ев Михаил Поликарпович                                                                      | 29.06.1945            | авиация      | заместитель командира и штурман эскадрильи 75-го гвардейского штурмового авиационного полка 1-й гвардейской штурмовой авиационной дивизии 1-й воздушной армии 3-го Белорусского фронта                                                         | гвардии лейтенант         | 21.11.1922 — 07.06.2021   | [ БС 3 ] [ ГС 10 ] [ НЛ 9 ]     |
| 241   | Карпе́нко Аким Павлович бел. Карпенка Акім Паўлавіч                                               | 13.03.1944            | авиация      | штурман эскадрильи 5-го гвардейского авиационного полка 50-й авиационной дивизии 6-го авиационного корпуса Авиации дальнего действия СССР | гвардии майор             | 17.09.1915 — 10.09.1974   | [ БС 3 ] [ ГС 11 ] [ НЛ 10 ]    |
| 242   | Карпе́нко Василий Григорьевич укр. Карпенко Василь Григорович                                     | 24.03.1945            | комиссар     | заместитель по политической части командира батальона 843-го стрелкового полка 238-й стрелковой дивизии 50-й армии 2-го Белорусского фронта | гвардии капитан           | 01.01.1910 — 22.07.1944   | [ БС 4 ] [ ГС 12 ] [ НЛ 11 ]    |
| 243   | Карпе́нко Виктор Александрович укр. Карпенко Віктор Олександрович                                 | 30.10.1943            | пехота       | командир пулемётной роты 1281-го стрелкового полка 60-й стрелковой дивизии 65-й армии Центрального фронта | старший лейтенант         | 28.07.1923 — 18.10.1943   | [ БС 5 ] [ ГС 13 ] [ НЛ 12 ]    |
| 244   | Карпе́нко Вилий Иванович                                                                          | 24.03.1945            | инженер      | командир сапёрного взвода разведки 389-го отдельного сапёрного батальона 222-й стрелковой дивизии 33-й армии 3-го Белорусского фронта | старшина                  | 19.08.1924 — 02.05.1995   | [ БС 5 ] [ ГС 14 ] [ НЛ 13 ]    |
| 245   | Карпе́нко Иван Михайлович укр. Карпенко Іван Михайлович                                           | 24.03.1945            | артиллерия   | командир дивизиона 127-го гвардейского артиллерийского полка 59-й гвардейской стрелковой дивизии 46-й армии 2-го Украинского фронта | гвардии капитан           | 22.09.1915 — 13.12.1944   | [ БС 5 ] [ ГС 15 ] [ НЛ 14 ]    |
| 246   | Карпе́нко Иван Трофимович укр. Карпенко Іван Трохимович                                           | 14.09.1945            | авиация      | помощник по лётной подготовке и воздушному бою командира 52-го бомбардировочного авиационного полка 2-й минно-торпедной авиационной дивизии ВВС Тихоокеанского флота                                                                           | майор                     | 14.12.1916 — 02.09.1970   | [ БС 5 ] [ ГС 16 ] [ НЛ 15 ]    |
| 247   | Карпе́нко Николай Григорьевич укр. Карпенко Микола Григорович                                     | 24.05.1944            | танкист      | командир танка Т-34 3-го танкового батальона 53-й гвардейской танковой бригады 6-го гвардейского танкового корпуса 3-й гвардейской танковой армии 1-го Украинского фронта                                                                      | гвардии лейтенант         | 20.04.1914 — 14.07.1944   | [ БС 5 ] [ ГС 17 ] [ НЛ 16 ]    |
| 248   | Карпе́ткин Григорий Андреевич                                                                     | 26.10.1943            | пехота       | командир взвода пешей разведки 224-го гвардейского стрелкового полка 72-й гвардейской стрелковой дивизии 7-й гвардейской армии Степного фронта                                                                                                 | гвардии младший лейтенант | 04.02.1921 — 17.12.1943   | [ БС 5 ] [ ГС 18 ] [ НЛ 17 ]    |
| 249   | Карпи́нский Франц Филиппович укр. Карпінський Франц Пилипович                                     | 15.05.1946            | инженер      | командир сапёрного взвода 442-го отдельного сапёрного батальона 248-й стрелковой дивизии 5-й ударной армии 1-го Белорусского фронта | старший лейтенант         | 18.06.1906 — 16.05.1945   | [ БС 5 ] [ ГС 19 ] [ НЛ 18 ]    |
| 250   | Ка́рпов Александр Алексеевич                                                                      | 02.08.1944            | авиация      | командир эскадрильи 806-го штурмового авиационного полка 206-й штурмовой авиационной дивизии 8-й воздушной армии 4-го Украинского фронта | старший лейтенант         | 25.09.1920 — 01.12.1993   | [ БС 6 ] [ ГС 20 ] [ НЛ 19 ]    |
| 251   | Ка́рпов Александр Дмитриевич                                                                      | 06.03.1945            | авиация      | командир звена 30-го разведывательного авиационного полка ВВС Черноморского флота | лейтенант                 | 10.01.1921 — 13.01.1996   | [ БС 7 ] [ ГС 21 ] [ НЛ 20 ]    |
| 252   | Ка́рпов Александр Терентьевич                                                                     | 28.09.1943 22.08.1944 | авиация      | лётчик 27-го гвардейского истребительного авиационного полка 2-го гвардейского истребительного авиационного корпуса Ленинградской армии ПВО | гвардии капитан           | 17.10.1917 — 20.10.1944   | [ БС 7 ] [ ГС 22 ] [ НЛ 21 ]    |
| 253   | Ка́рпов Виктор Ефимович                                                                           | 24.03.1945            | инженер      | командир отделения 62-го отдельного понтонно-мостового батальона 2-й понтонно-мостовой бригады 46-й армии 2-го Украинского фронта | старшина                  | 15.01.1915 — 12.12.1961   | [ БС 7 ] [ ГС 23 ] [ НЛ 22 ]    |
| 254   | Ка́рпов Владимир Васильевич                                                                       | 04.06.1944            | пехота       | командир взвода пешей разведки 529-го стрелкового полка 134-й стрелковой дивизии 39-й армии Калининского фронта | лейтенант                 | 28.07.1922 — 18.01.2010   | [ БС 7 ] [ ГС 24 ] [ НЛ 23 ]    |
| 255   | Ка́рпов Григорий Артамонович                                                                      | 10.01.1944            | пехота       | командир пулемётного расчёта 436-го стрелкового полка 155-й стрелковой дивизии 27-й армии Воронежского фронта | сержант                   | 18.09.1924 — ноябрь 1943  | [ БС 8 ] [ ГС 25 ] [ НЛ 24 ]    |
| 256   | Ка́рпов Иван Петрович                                                                             | 13.09.1944            | пехота       | командир расчёта станкового пулемёта 60-го гвардейского стрелкового полка 20-й гвардейской стрелковой дивизии 37-й армии 3-го Украинского фронта                                                                                               | гвардии сержант           | 1913 — 1944               | [ БС 9 ] [ ГС 26 ] [ НЛ 25 ]    |
| 257   | Ка́рпов Иван Яковлевич                                                                            | 18.12.1956            | пехота       | командир мотоциклетного взвода 73-го гвардейского отдельного разведывательного батальона 128-й гвардейской стрелковой дивизии 38-й армии Прикарпатского военного округа                                                                        | гвардии старший лейтенант | 21.07.1927 — 04.11.1956   | ——                              |
| 258   | Ка́рпов Михаил Павлович                                                                           | 31.05.1945            | кавалерия    | командир пулемётного расчёта 60-го гвардейского кавалерийского полка 16-й гвардейской кавалерийской дивизии 7-го гвардейского кавалерийского корпуса 1-го Белорусского фронта                                                                  | гвардии старший сержант   | 27.10.1906 — 29.06.1976   | [ БС 9 ] [ ГС 28 ] [ НЛ 26 ]    |
| 259   | Ка́рпов Николай Филиппович                                                                        | 24.03.1945            | инженер      | командир взвода 59-го отдельного штурмового инженерно-сапёрного батальона 12-й штурмовой инженерно-сапёрной бригады РГК в составе 51-й армии 4-го Украинского фронта                                                                           | лейтенант                 | 15.07.1914 — 10.09.1962   | [ БС 9 ] [ ГС 29 ] [ НЛ 27 ]    |
| 260   | Ка́рпов Сергей Фёдорович                                                                          | 17.10.1943            | комиссар     | заместитель по политической части командира 498-го стрелкового полка 132-й стрелковой дивизии 77-го стрелкового корпуса 60-й армии Центрального фронта                                                                                         | майор                     | 05.10.1912 — 26.09.1943   | [ БС 9 ] [ ГС 30 ] [ НЛ 28 ]    |
| 261   | Ка́рпов Стефан Архипович                                                                          | 04.06.1944            | пехота       | командир пулемётного расчёта 279-го гвардейского стрелкового полка 91-й гвардейской стрелковой дивизии 39-й армии Калининского фронта | гвардии ефрейтор          | 1903 — 12.10.1943         | [ БС 9 ] [ ГС 31 ] [ НЛ 29 ]    |
| 262   | Карпо́вич Викентий Павлович бел. Карповіч Вікенцій Паўлавіч                                       | 06.06.1942            | авиация      | командир звена 16-го гвардейского истребительного авиационного полка 20-й смешанной авиационной дивизии ВВС 18-й армии Южного фронта | старший лейтенант         | 20.01.1914 — 12.04.1996   | [ БС 9 ] [ ГС 32 ] [ НЛ 30 ]    |
| 263   | Карпу́хин Виктор Фёдорович                                                                        | 28.04.1980            | КГБ          | командир подгруппы специального подразделения «Гром» Группы «А» («Альфа») 7-го Управления КГБ СССР | капитан                   | 27.10.1947 — 24.03.2003   | ——                              |
| 264   | Карпу́хин Михаил Терентьевич                                                                      | 18.08.1945            | авиация      | заместитель командира эскадрильи 175-го штурмового авиационного полка 305-й штурмовой авиационной дивизии при отдельной разведывательной эскадрилье 9-го смешанного авиационного корпуса 17-й воздушной армии 3-го Украинского фронта          | капитан                   | 21.11.1921 — 02.12.1979   | [ БС 10 ] [ ГС 34 ] [ НЛ 31 ]   |
| 265   | Карса́нов Казбек Дрисович осет. Карсанты Хъазыбег                                                 | 07.04.1940            | артиллерия   | командир батареи 49-го корпусного тяжёлого артиллерийского полка 13-й армии Северо-Западного фронта | старший лейтенант         | 08.04.1910 — 27.03.1997   | [ БС 11 ] [ ГС 35 ] [ НЛ 32 ]   |
| 266   | Ка́рташев Константин Яковлевич                                                                    | 29.06.1945            | артиллерия   | командир орудия 3-го гвардейского истребительно-противотанкового артиллерийского полка 1-й гвардейской отдельной истребительно-противотанковой артиллерийской бригады РГК в составе 39-й армии 1-го Прибалтийского фронта                      | гвардии старший сержант   | 24.05.1921 — 19.02.1945   | [ БС 11 ] [ ГС 36 ] [ НЛ 33 ]   |
| 267   | Карташо́в Алексей Александрович                                                                   | 23.10.1943            | связисты     | связист роты связи 202-го гвардейского стрелкового полка 68-й гвардейской стрелковой дивизии 40-й армии Воронежского фронта | гвардии красноармеец      | 18.02.1924 — 26.09.1943   | [ БС 11 ] [ ГС 37 ] [ НЛ 34 ]   |
| 268   | Карташо́в Герольд Филиппович                                                                      | 23.09.1944            | артиллерия   | наводчик орудия 66-го гвардейского отдельного истребительно-противотанкового дивизиона 58-й гвардейской стрелковой дивизии 5-й гвардейской армии 1-го Украинского фронта                                                                       | гвардии сержант           | 26.03.1924 — 31.07.1992   | [ БС 11 ] [ ГС 38 ] [ НЛ 35 ]   |
| 269   | Карто́шкин Аркадий Николаевич                                                                     | 31.05.1945            | пехота       | командир пулемётного расчёта 37-го гвардейского стрелкового полка 12-й гвардейской стрелковой дивизии 61-й армии 1-го Белорусского фронта | гвардии младший сержант   | 16.12.1925 — 17.04.1945   | [ БС 11 ] [ ГС 39 ] [ НЛ 36 ]   |
| 270   | Кару́шин Александр Фёдорович                                                                      | 26.10.1944            | авиация      | командир эскадрильи 167-го гвардейского штурмового авиационного полка 10-й гвардейской штурмовой авиационной дивизии 2-й воздушной армии 1-го Украинского фронта                                                                               | гвардии лейтенант         | 07.08.1923 — 07.01.1994   | [ БС 12 ] [ ГС 40 ] [ НЛ 37 ]   |
| 271   | Карши́ев Кучкар узб. Qarshiyev Qoʻchqor                                                           | 29.06.1945            | артиллерия   | командир орудия 407-го отдельного истребительно-противотанкового дивизиона 78-й стрелковой дивизии 27-й армии 2-го Украинского фронта | старший сержант           | 1923 — 05.02.1945         | [ БС 13 ] [ ГС 41 ] [ НЛ 38 ]   |
| 272   | Кары́мов Салават Хакимович тат. Кәримов Салават Хәким улы                                         | 05.05.1942            | пехота       | командир батальона 709-го стрелкового полка 178-й стрелковой дивизии 22-й армии Калининского фронта | младший лейтенант         | 15.09.1914 — 11.05.1986   | [ БС 13 ] [ ГС 42 ] [ НЛ 39 ]   |
| 273   | Каря́кин Василий Георгиевич                                                                       | 01.05.1943            | авиация      | штурман 312-го штурмового авиационного полка 233-й штурмовой авиационной дивизии 1-й воздушной армии Западного фронта | капитан                   | 21.04.1918 — 15.12.1998   | [ БС 13 ] [ ГС 43 ] [ НЛ 40 ]   |
| 274   | Каса́ев Аликбай каз. Қосаев Әлікбай                                                               | 21.07.1942            | пехота       | стрелок 1075-го стрелкового полка 316-й стрелковой дивизии 16-й армии Западного фронта | красноармеец              | 11.05.1905 — 16.11.1941   | [ БС 13 ] [ ГС 44 ] [ НЛ 41 ]   |
| 275   | Каса́ев Осман Мусаевич карач.-балк. Къасайланы Муссоны джашы Осман                                | 08.05.1965            | партизан     | активный участник партизанской борьбы в Белоруссии, командир 121-го партизанского полка партизанского соединения Могилёвской области | —                         | 11.10.1916 — 18.02.1944   | ——                              |
| 276   | Каса́ткин Николай Яковлевич                                                                       | 24.03.1945            | пехота       | командир взвода автоматчиков 65-й гвардейской танковой бригады 9-го гвардейского танкового корпуса 2-й гвардейской танковой армии 1-го Белорусского фронта                                                                                     | лейтенант                 | 23.12.1924 — 27.03.1945   | [ БС 13 ] [ ГС 46 ] [ НЛ 42 ]   |
| 277   | Касато́нов Владимир Афанасьевич                                                                   | 25.11.1966            | адмирал      | первый заместитель Главнокомандующего Военно-морским флотом СССР | адмирал флота             | 21.07.1910 — 09.06.1989   | ——                              |
| 278   | Касато́нов Иван Михайлович                                                                        | 22.07.1944            | пехота       | командир взвода 806-го стрелкового полка 235-й стрелковой дивизии 43-й армии 1-го Прибалтийского фронта | лейтенант                 | 25.09.1913 — 20.08.1977   | [ БС 15 ] [ ГС 48 ] [ НЛ 43 ]   |
| 279   | Каси́мов Николай Ефимович                                                                         | 27.06.1945            | артиллерия   | командир орудия 261-го артиллерийского полка 197-й стрелковой дивизии 3-й гвардейской армии 1-го Украинского фронта | старший сержант           | 24.08.1915 — 06.03.1945   | [ БС 15 ] [ ГС 49 ] [ НЛ 44 ]   |
| 280   | Каси́мов Хайдар тадж. Қосимов Ҳайдар                                                              | 16.10.1943            | артиллерия   | командир расчёта миномётной роты 229-го стрелкового полка 8-й стрелковой дивизии 13-й армии Центрального фронта | сержант                   | 07.03.1922 — 17.01.1993   | [ БС 15 ] [ ГС 50 ] [ НЛ 45 ]   |
| 281   | Каси́нов Поликарп Минович                                                                         | 27.02.1945            | пехота       | старший адъютант батальона 605-го стрелкового полка 132-й стрелковой дивизии 47-й армии 1-го Белорусского фронта | капитан                   | 07.03.1906 — 02.02.1945   | [ БС 15 ] [ ГС 51 ] [ НЛ 46 ]   |
| 282   | Каско́в Леонид Александрович                                                                      | 27.02.1945            | кавалерия    | командир эскадрона 54-го гвардейского кавалерийского полка 14-й гвардейской кавалерийской дивизии 7-го гвардейского кавалерийского корпуса 1-го Белорусского фронта                                                                            | гвардии старший лейтенант | 09.08.1911 — 23.01.1998   | [ БС 15 ] [ ГС 52 ] [ НЛ 47 ]   |
| 283   | Каспа́ров Ашот Джумшудович арм. Կասպարով Աշոտ                                                     | 05.11.1944            | авиация      | штурман эскадрильи 101-го авиационного полка 1-й авиационной дивизии 7-го авиационного корпуса Авиации дальнего действия СССР | майор                     | 29.12.1909 — 07.06.1993   | [ БС 15 ] [ ГС 53 ] [ НЛ 48 ]   |
| 284   | Каспаря́н Сурен Акопович (Каспаров Сурен Акопович, Каспарьян Сурен Акопович) арм. Կասպարով Սուրեն | 18.11.1944            | артиллерия   | наводчик орудия 86-го гвардейского отдельного истребительно-противотанкового дивизиона 82-й гвардейской стрелковой дивизии 8-й гвардейской армии 1-го Белорусского фронта                                                                      | гвардии сержант           | 15.08.1924 — 03.01.1994   | [ БС 16 ] [ ГС 54 ] [ НЛ 49 ]   |
| 285   | Кастро Рус Фидель Алехандро исп. Fidel Alejandro Castro Ruz                                      | 23.05.1963            | —            | премьер-министр Революционного правительства Республики Куба, генеральный секретарь Национального руководства Объединённых революционных организаций — Единой партии социалистической революции, команданте Революционных Вооружённых сил Кубы | —                         | 13.08.1926 — 25.11.2016   | ——                              |
| 286   | Касымходжа́ев Сайдусман узб. Qosimxoʻjayev Saidusmon                                              | 16.10.1943            | пехота       | помощник командира взвода 229-го стрелкового полка 8-й стрелковой дивизии 13-й армии Центрального фронта | сержант                   | 15.05.1915 — 24.03.1994   | [ БС 18 ] [ ГС 56 ] [ НЛ 50 ]   |
| 287   | Касько́в Константин Андреевич                                                                     | 07.04.1940            | авиация      | стрелок-радист 54-го скоростного бомбардировочного авиационного полка 16-й скоростной бомбардировочной авиационной бригады Северо-Западного фронта                                                                                             | старшина                  | 15.06.1916 — 22.01.1940   | [ БС 18 ] [ ГС 57 ] [ НЛ 51 ]   |
| 288   | Касья́н Иван Яковлевич                                                                            | 10.01.1944            | пехота       | стрелок 465-го стрелкового полка 167-й стрелковой дивизии 38-й армии 1-го Украинского фронта | красноармеец              | 12.09.1920 — 22.09.1954   | [ БС 18 ] [ ГС 58 ] [ НЛ 52 ]   |
| 289   | Кася́н Андрей Филиппович укр. Касьян Андрій Пилипович                                             | 25.08.1944            | пехота       | командир пулемётной роты 330-го гвардейского стрелкового полка 129-й гвардейской стрелковой дивизии 18-й армии 1-го Украинского фронта | гвардии капитан           | 13.12.1918 — 11.03.1944   | [ БС 18 ] [ ГС 59 ] [ НЛ 53 ]   |
| 290   | Ката́ев Михаил Максимович                                                                         | 15.01.1944            | кавалерия    | наводчик противотанкового ружья 7-го гвардейского истребительно-противотанкового дивизиона 7-го гвардейского кавалерийского корпуса 61-й армии Центрального фронта                                                                             | гвардии старшина          | 03.12.1903 — 26.01.1944   | [ БС 18 ] [ ГС 60 ] [ НЛ 54 ]   |
| 291   | Ката́рин Геннадий Иванович                                                                        | 24.03.1945            | пехота       | командир отделения 322-го стрелкового полка 32-й стрелковой дивизии 49-й армии 2-го Белорусского фронта | старший сержант           | 18.11.1925 — 02.08.1944   | [ БС 19 ] [ ГС 61 ] [ НЛ 55 ]   |
| 292   | Ка́тин Николай Андреевич                                                                          | 19.04.1945            | пехота       | командир пулемётной роты 68-го стрелкового полка 70-й стрелковой дивизии 43-й армии 3-го Белорусского фронта | старший лейтенант         | 21.11.1924 — 07.04.1945   | [ БС 20 ] [ ГС 62 ] [ НЛ 56 ]   |
| 293   | Катко́в Иван Максимович                                                                           | 15.05.1946            | артиллерия   | исполняющий обязанности командира огневого взвода 54-го лёгкого артиллерийского полка 20-й лёгкой артиллерийской бригады 2-й артиллерийской дивизии прорыва РГК в составе 6-го артиллерийского корпуса прорыва РГК 1-го Белорусского фронта    | старшина                  | 07.05.1915 — 29.05.2000   | [ БС 20 ] [ ГС 63 ] [ НЛ 57 ]   |
| 294   | Катко́в Фёдор Григорьевич                                                                         | 08.09.1945            | генерал      | командир 7-го механизированного корпуса 6-й гвардейской танковой армии Забайкальского фронта | генерал-лейтенант         | 04.06.1901 — 30.10.1992   | [ БС 20 ] [ ГС 64 ] [ НЛ 58 ]   |
| 295   | Катко́в Фёдор Леонтьевич                                                                          | 03.06.1944            | пехота       | командир 93-й гвардейской отдельной разведывательной роты 88-й гвардейской стрелковой дивизии 8-й гвардейской армии 3-го Украинского фронта | гвардии старший лейтенант | 20.09.1916 — 05.05.1944   | [ БС 20 ] [ ГС 65 ] [ НЛ 59 ]   |
| 296   | Ка́торжный Иван Павлович                                                                          | 05.11.1944            | морской флот | помощник командира взвода 125-го полка морской пехоты Северного флота | старший сержант           | 11.09.1920 — 16.11.1982   | [ БС 20 ] [ ГС 66 ] [ НЛ 60 ]   |
| 297   | Ка́трич Алексей Николаевич укр. Катрич Олексій Миколайович                                        | 28.10.1941            | авиация      | заместитель командира эскадрильи 27-го истребительного авиационного полка 6-го истребительного авиационного корпуса ПВО Московской зоны ПВО | лейтенант                 | 25.10.1917 — 25.11.2004   | [ БС 20 ] [ ГС 67 ] [ НЛ 61 ]   |
| 298   | Катуко́в Михаил Ефимович                                                                          | 23.09.1944 06.04.1945 | генерал      | командующий 1-й гвардейской танковой армией | генерал-полковник         | 17.09.1900 — 08.06.1976   | [ БС 21 ] [ ГС 68 ] [ НЛ 62 ]   |
| 299   | Кату́нин Илья Борисович                                                                           | 31.05.1944            | авиация      | заместитель командира эскадрильи 46-го штурмового авиационного полка ВВС Северного флота | капитан                   | 17.11.1908 — 23.04.1944   | [ БС 22 ] [ ГС 69 ] [ НЛ 63 ]   |
| 300   | Кату́хин Пётр Семёнович                                                                           | 15.05.1946            | медики       | санинструктор батальона 467-го стрелкового полка 81-й стрелковой дивизии 38-й армии 4-го Украинского фронта | старший сержант           | 12.07.1918 — 14.07.1990   | [ БС 22 ] [ ГС 70 ] [ НЛ 64 ]   |
| 301   | Ка́тышев Андрей Павлович                                                                          | 10.01.1979            | адмирал      | командир отдельной части Военно-морского флота СССР | контр-адмирал             | 19.03.1930 — 30.07.2018   | ——                              |
| 302   | Ка́тышев Борис Михайлович                                                                         | 13.11.1943            | пехота       | командир роты 520-го стрелкового полка 167-й стрелковой дивизии 38-й армии Воронежского фронта | старший лейтенант         | 21.07.1917 — 03.10.1943   | [ БС 22 ] [ ГС 72 ] [ НЛ 65 ]   |
| 303   | Каулько́ Иван Демидович укр. Каулько Іван Демидович                                               | 24.12.1943            | артиллерия   | начальник артиллерии 198-го гвардейского стрелкового полка 68-й гвардейской стрелковой дивизии 40-й армии Воронежского фронта | гвардии капитан           | 24.10.1912 — 19.05.1976   | [ БС 22 ] [ ГС 73 ] [ НЛ 66 ]   |
| 304   | Каумба́ев Тоганбай каз. Қауынбаев Тоғанбай                                                        | 30.10.1943            | пехота       | командир отделения 20-й отдельной разведывательной роты 69-й стрелковой дивизии 65-й армии Центрального фронта | сержант                   | 20.03.1922 — 11.07.2014   | [ БС 22 ] [ ГС 74 ] [ НЛ 67 ]   |
| 305   | Кау́ров Фёдор Анисимович                                                                          | 16.10.1943            | пехота       | помощник командира взвода 205-го гвардейского стрелкового полка 70-й гвардейской стрелковой дивизии 13-й армии Центрального фронта | гвардии старший сержант   | 25.01.1922 — 07.10.1943   | [ БС 22 ] [ ГС 75 ] [ НЛ 68 ]   |
| 306   | Кача́лин Илья Иванович                                                                            | 10.04.1945            | танкист      | механик-водитель танка 93-й отдельной танковой бригады 4-й танковой армии 1-го Украинского фронта | старший сержант           | 02.08.1921 — 10.11.1978   | [ БС 23 ] [ ГС 76 ] [ НЛ 69 ]   |
| 307   | Кача́лко Иван Елизарович укр. Качалко Іван Єлизарович                                             | 23.09.1944            | инженер      | командир 77-го отдельного штурмового инженерно-сапёрного батальона 16-й штурмовой инженерно-сапёрной бригады РГК в составе 3-й гвардейской армии 1-го Украинского фронта                                                                       | гвардии капитан           | 25.09.1916 — 04.11.2010   | [ БС 24 ] [ ГС 77 ] [ НЛ 70 ]   |
| 308   | Кача́нов Евгений Иванович бел. Качанаў Яўген Іванавіч                                             | 10.04.1945            | пехота       | командир отделения 416-го стрелкового полка 112-й стрелковой дивизии 13-й армии 1-го Украинского фронта | сержант                   | 20.08.1919 — 28.01.1945   | [ БС 24 ] [ ГС 78 ] [ НЛ 71 ]   |
| 309   | Кача́нов Иван Петрович                                                                            | 26.10.1943            | пехота       | командир батальона 233-го гвардейского стрелкового полка 81-й гвардейской стрелковой дивизии 7-й гвардейской армии Степного фронта | гвардии капитан           | 07.03.1920 — 09.02.1975   | [ БС 24 ] [ ГС 79 ] [ НЛ 72 ]   |
| 310   | Качу́рин Иван Андреевич                                                                           | 30.10.1943            | пехота       | командир отделения роты автоматчиков 479-го стрелкового полка 149-й стрелковой дивизии 65-й армии Центрального фронта | сержант                   | 21.11.1909 — 11.01.1982   | [ БС 24 ] [ ГС 80 ] [ НЛ 73 ]   |
| 311   | Кашенко́в Василий Иванович                                                                        | 24.03.1945            | пехота       | заместитель по строевой части командира батальона 117-го стрелкового полка 23-й стрелковой дивизии 61-й армии 1-го Белорусского фронта | капитан                   | 25.07.1918 — 29.12.1993   | [ БС 24 ] [ ГС 81 ] [ НЛ 74 ]   |
| 312   | Ка́шин Иван Андреевич                                                                             | 19.12.1973            | авиация      | командир пассажирского воздушного судна «Як-40» кампании «Аэрофлот» | —                         | род. 02.01.1937           | ——                              |
| 313   | Ка́шин Николай Иванович                                                                           | 24.03.1945            | комиссар     | парторг 459-го стрелкового полка 42-й стрелковой дивизии 49-й армии 2-го Белорусского фронта | майор                     | 07.01.1912 — 30.03.1955   | [ БС 24 ] [ ГС 83 ] [ НЛ 75 ]   |
| 314   | Ка́шин Николай Иванович                                                                           | 10.01.1944            | пехота       | помощник командира взвода пешей разведки 955-го стрелкового полка 309-й стрелковой дивизии 40-й армии Воронежского фронта | сержант                   | 28.02.1923 — 20.12.1943   | [ БС 25 ] [ ГС 84 ] [ НЛ 76 ]   |
| 315   | Ка́шинцев Алексей Григорьевич                                                                     | 22.07.1944            | артиллерия   | разведчик-наблюдатель 1310-го лёгкого артиллерийского полка 66-й лёгкой артиллерийской бригады 21-й артиллерийской дивизии РГК в составе 6-й гвардейской армии 1-го Прибалтийского фронта                                                      | ефрейтор                  | 12.02.1923 — 15.01.1970   | [ БС 26 ] [ ГС 85 ] [ НЛ 77 ]   |
| 316   | Каши́рин Александр Иванович                                                                       | 29.10.1943            | артиллерия   | командир противотанкового орудия 529-го стрелкового полка 163-й стрелковой дивизии 38-й армии Воронежского фронта | сержант                   | 15.03.1911 — 28.10.1993   | [ БС 26 ] [ ГС 86 ] [ НЛ 78 ]   |
| 317   | Каши́рин Алексей Иванович                                                                         | 29.06.1945            | пехота       | командир отделения 1372-го стрелкового полка 417-й стрелковой дивизии 51-й армии 2-го Прибалтийского фронта | младший сержант           | 18.01.1926 — 23.01.1945   | [ БС 26 ] [ ГС 87 ] [ НЛ 79 ]   |
| 318   | Каши́ркин Виктор Александрович                                                                    | 19.08.1944            | авиация      | штурман эскадрильи 9-го гвардейского авиационного полка 7-й гвардейской авиационной дивизии 3-го гвардейского авиационного корпуса Авиации дальнего действия СССР                                                                              | гвардии майор             | 24.03.1919 — 26.06.1985   | [ БС 26 ] [ ГС 88 ] [ НЛ 80 ]   |
| 319   | Ка́шпуров Пётр Афанасьевич                                                                        | 22.02.1944            | комиссар     | заместитель по политической части командира 120-го гвардейского стрелкового полка 39-й гвардейской стрелковой дивизии 8-й гвардейской армии 3-го Украинского фронта                                                                            | гвардии майор             | 1913 — 15.02.1944         | [ БС 26 ] [ ГС 89 ] [ НЛ 81 ]   |
| 320   | Кашта́нкин Виктор Николаевич                                                                      | 31.05.1945            | авиация      | помощник по лётной части командира 7-го гвардейского пикировочно-штурмового авиационного полка 9-й штурмовой авиационной дивизии ВВС Балтийского флота                                                                                         | гвардии майор             | 06.02.1910 — 23.03.1944   | [ БС 26 ] [ ГС 90 ] [ НЛ 82 ]   |
| 321   | Кашта́нов Алексей Константинович                                                                  | 26.10.1943            | артиллерия   | командир огневого взвода 158-го гвардейского артиллерийского полка 78-й гвардейской стрелковой дивизии 7-й гвардейской армии Степного фронта                                                                                                   | гвардии младший лейтенант | 12.03.1917 — 30.10.1986   | [ БС 26 ] [ ГС 91 ] [ НЛ 83 ]   |
| 322   | Кашу́ба Владимир Несторович укр. Кашуба Володимир Несторович                                      | 15.01.1940            | танкист      | командир 35-й легкотанковой бригады 7-й армии Северо-Западного фронта | полковник                 | 15.06.1900 — 06.03.1963   | ——                              |
| 323   | Кашу́ба Павел Тарасович                                                                           | 26.11.1941            | авиация      | пилот особой авиационной группы связи ГВФ при Главном управлении связи Красной армии | старший лейтенант         | 03.11.1913 — декабрь 1944 | [ БС 28 ] [ ГС 93 ] [ НЛ 84 ]   |
| 324   | Кашу́рин Павел Иванович                                                                           | 20.12.1943            | инженер      | командир отделения 6-го отдельного моторизованного понтонно-мостового батальона 1-й понтонно-мостовой бригады Степного фронта | старший сержант           | 30.03.1915 — 31.05.1994   | [ БС 28 ] [ ГС 94 ] [ НЛ 85 ]   |
| 325   | Кашу́тин Прохор Иванович                                                                          | 15.05.1946            | пехота       | стрелок 990-го стрелкового полка 230-й стрелковой дивизии 5-й ударной армии 1-го Белорусского фронта | красноармеец              | 1905 — 1954               | [ БС 28 ] [ ГС 95 ] [ НЛ 86 ]   |
| 326   | Каще́ев Михаил Александрович                                                                      | 17.10.1943            | артиллерия   | командир батареи 200-го гвардейского лёгкого артиллерийского полка 3-й гвардейской лёгкой артиллерийской бригады 1-й гвардейской артиллерийской дивизии прорыва РГК в составе 60-й армии Центрального фронта                                   | гвардии старший лейтенант | 21.10.1921 — 31.12.1982   | [ БС 28 ] [ ГС 96 ] [ НЛ 87 ]   |
| 327   | Каще́ев Тихон Гаврилович                                                                          | 19.03.1944            | пехота       | командир отделения 78-го гвардейского стрелкового полка 25-й гвардейской стрелковой дивизии 6-й армии Юго-Западного фронта | гвардии младший сержант   | 18.06.1903 — 03.04.1972   | [ БС 28 ] [ ГС 97 ] [ НЛ 88 ]   |
| 328   | Каще́ева Вера Сергеевна                                                                           | 22.02.1944            | медики       | санинструктор батальона 120-го гвардейского стрелкового полка 39-й гвардейской стрелковой дивизии 8-й гвардейской армии 3-го Украинского фронта                                                                                                | гвардии старший сержант   | 15.09.1922 — 20.05.1975   | [ БС 29 ] [ ГС 98 ] [ НЛ 89 ]   |
| 329   | Каю́кин Михаил Иванович                                                                           | 10.04.1945            | артиллерия   | командир дивизиона 34-го гвардейского артиллерийского полка 6-й гвардейской стрелковой дивизии 13-й армии 1-го Украинского фронта | гвардии майор             | 24.09.1918 — 07.04.1965   | [ БС 30 ] [ ГС 99 ] [ НЛ 90 ]   |
| 330   | Ква́сников Михаил Савельевич                                                                      | 24.03.1945            | артиллерия   | миномётчик 28-го гвардейского стрелкового полка 10-й гвардейской стрелковой дивизии 14-й армии Карельского фронта | гвардии ефрейтор          | 1922 — 25.02.1945         | [ БС 30 ] [ ГС 100 ] [ НЛ 91 ]  |
| 331   | Ква́сов Иван Иванович                                                                             | 31.05.1945            | танкист      | командир танковой роты 3-го танкового батальона 65-й танковой бригады 11-го танкового корпуса 69-й армии 1-го Белорусского фронта | капитан                   | 26.09.1922 — 05.04.1945   | [ БС 30 ] [ ГС 101 ] [ НЛ 92 ]  |
| 332   | Квачантира́дзе Василий Шалвович груз. კვაჭანტირაძე ვასილ                                          | 24.03.1945            | пехота       | снайпер 259-го стрелкового полка 179-й стрелковой дивизии 43-й армии 1-го Прибалтийского фронта | старшина                  | 15.01.1907 — 09.02.1950   | [ БС 30 ] [ ГС 102 ] [ НЛ 93 ]  |
| 333   | Кваша́ Дмитрий Михайлович укр. Кваша Дмитро Михайлович                                            | 24.03.1945            | танкист      | командир танкового взвода 244-го отдельного танкового полка 33-й армии 1-го Белорусского фронта | старший лейтенант         | 06.06.1923 — 07.05.2003   | [ БС 30 ] [ ГС 103 ] [ НЛ 94 ]  |
| 334   | Квашни́н Александр Петрович                                                                       | 19.04.1945            | генерал      | командир 17-й гвардейской стрелковой дивизии 39-й армии 3-го Белорусского фронта | гвардии генерал-майор     | 03.08.1899 — 08.03.1981   | [ БС 30 ] [ ГС 104 ] [ НЛ 95 ]  |
| 335   | Квашни́н Иван Фирсович                                                                            | 21.03.1940            | комиссар     | военком эскадрильи 58-го бомбардировочного авиационного полка 55-й скоростной бомбардировочной авиационной бригады 7-й армии Северо-Западного фронта                                                                                           | старший политрук          | 13.01.1906 — 20.02.1940   | [ БС 30 ] [ ГС 105 ] [ НЛ 96 ]  |
| 336   | Квити́нский Вячеслав Антонович бел. Квіцінскі Вячаслаў Антонавіч                                  | 02.05.1945            | партизан     | активный участник партизанской борьбы в Чехословакии, командир партизанской бригады имени Клемента Готвальда | —                         | 25.11.1920 — 30.11.1995   | [ БС 31 ] [ ГС 106 ] [ НЛ 97 ]  |
| 337   | Квитко́в Александр Спиридонович                                                                   | 15.01.1944            | пехота       | командир отделения 218-го гвардейского стрелкового полка 77-й гвардейской стрелковой дивизии 61-й армии Центрального фронта | гвардии старший сержант   | 15.12.1922 — 21.09.1994   | [ БС 32 ] [ ГС 107 ] [ НЛ 98 ]  |
| 338   | Квито́вич Дмитрий Константинович                                                                  | 30.10.1943            | пехота       | старший адъютант батальона 303-го стрелкового полка 69-й стрелковой дивизии 65-й армии Центрального фронта | старший лейтенант         | 15.01.1923 — 27.09.1983   | [ БС 32 ] [ ГС 108 ] [ НЛ 99 ]  |
| 339   | Кеды́шко Николай Александрович бел. Кедышка Мікалай Аляксандравіч                                 | 08.05.1965            | партизан     | один из организаторов комсомольско-молодёжного подполья в городе Минске, руководитель подпольной группы «Андрюша» | —                         | 03.08.1923 — 07.11.1943   | ——                              |
| 340   | Ке́льбас Глеб Демьянович укр. Кельбас Гліб Дем'янович                                             | 31.05.1945            | пехота       | командир 696-го стрелкового полка 383-й стрелковой дивизии 33-й армии 1-го Белорусского фронта | гвардии подполковник      | 31.12.1909 — 08.07.1968   | [ БС 32 ] [ ГС 110 ] [ НЛ 100 ] |
| 341   | Кельпш Георгий Францевич                                                                         | 19.04.1945            | артиллерия   | командир орудия 89-го артиллерийского полка 62-й стрелковой дивизии 31-й армии 3-го Белорусского фронта | сержант                   | 1920 — 08.02.1945         | [ БС 32 ] [ ГС 111 ] [ НЛ 101 ] |
| 342   | Ке́льчин Михаил Никифорович                                                                       | 10.01.1944            | пехота       | командир взвода противотанковых ружей 22-й гвардейской мотострелковой бригады 6-го гвардейского танкового корпуса 3-й гвардейской танковой армии Воронежского фронта                                                                           | гвардии младший лейтенант | 1921 — 04.11.1943         | [ БС 32 ] [ ГС 112 ] [ НЛ 102 ] |
| 343   | Кенжеба́ев Туле Таскентбайулы (Кенжебаев Тюле) каз. Кенжебаев Төле                                | 15.01.1944            | кавалерия    | сабельник 60-го гвардейского кавалерийского полка 16-й гвардейской кавалерийской дивизии 7-го гвардейского кавалерийского корпуса 61-й армии Центрального фронта                                                                               | гвардии красноармеец      | 01.01.1902 — 18.10.1988   | [ БС 32 ] [ ГС 113 ] [ НЛ 103 ] |
| 344   | Керда́нь Фёдор Кириллович                                                                         | 29.06.1945            | артиллерия   | помощник наводчика орудия 1672-го истребительно-противотанкового артиллерийского полка РГК в составе 31-й лёгкой горнострелковой бригады 126-го лёгкого горнострелкового корпуса 38-й армии 4-го Украинского фронта                            | младший сержант           | 01.10.1925 — 16.07.2002   | [ БС 33 ] [ ГС 114 ] [ НЛ 104 ] |
| 345   | Ке́ржнев Тагир Калюкович тат. Кержнев Таһир Кәлүк улы                                             | 10.04.1945            | пехота       | командир отделения разведывательной роты 17-й гвардейской механизированной бригады 6-го гвардейского механизированного корпуса 4-й танковой армии 1-го Украинского фронта                                                                      | гвардии старший сержант   | 15.03.1922 — 28.01.1992   | [ БС 33 ] [ ГС 115 ] [ НЛ 105 ] |
| 346   | Кеса́ев Астан Николаевич осет. Къесати Астан                                                      | 31.05.1944            | морской флот | командир подводной лодки «М-117» 3-го дивизиона бригады подводных лодок Черноморского флота | капитан-лейтенант         | 11.09.1914 — 16.01.1977   | [ БС 33 ] [ ГС 116 ] [ НЛ 106 ] |
| 347   | Кетила́дзе Сергей Поликарпович груз. კეთილაძე სერგო                                               | 10.02.1943            | пехота       | командир 32-й отдельной стрелковой бригады 54-й армии Ленинградского фронта | майор                     | 17.05.1910 — 01.04.1942   | [ БС 33 ] [ ГС 117 ] [ НЛ 107 ] |
| 348   | Кечил-Ооул Тулуш Балданович тув. Кечил-оол Түлүш Балдаң оглу                                     | 05.05.1990            | кавалерия    | командир эскадрона 31-го гвардейского кавалерийского полка 8-й гвардейской кавалерийской дивизии 6-го гвардейского кавалерийского корпуса 13-й армии 1-го Украинского фронта                                                                   | гвардии капитан           | 23.06.1914 — 10.06.1945   | [ БС 34 ] [ ГС 118 ] [ НЛ 108 ] |
| 349   | Кживонь Анеля Тадеушовна пол. Krzywoń Aniela                                                     | 11.11.1943            | пехота       | стрелок женской роты автоматчиков 1-го отдельного женского пехотного батальона имени Эмилии Плятер 1-й Польской пехотной дивизии имени Тадеуша Костюшко 33-й армии Западного фронта                                                            | рядовая Войска Польского  | 27.05.1925 — 12.10.1943   | [ БС 17 ] [ ГС 119 ] [ НЛ 109 ] |

| Навигационная таблица | Навигационная таблица                |
| --------------------- | ------------------------------------ |
| «К»                   | Кабак Николай — Калинин Николай      |
| «К»                   | Калинин Степан — Кармацкий Владимир  |
| «К»                   | Кармацкий Тимофей — Кживонь Анеля    |
| «К»                   | Киба Григорий — Клевцов Сергей       |
| «К»                   | Клейбус Фёдор — Коваленко Сергей     |
| «К»                   | Коваленко Юрий — Колдубов Михаил     |
| «К»                   | Колдунов Александр — Компанеец Фёдор |
| «К»                   | Компаниец Алексей — Копытин Михаил   |
| «К»                   | Копытов Михаил — Корчагин Лев        |
| «К»                   | Корчак Иосиф — Котов Николай         |
| «К»                   | Котов Сергей — Краснов Анатолий      |
| «К»                   | Краснов Виктор — Крюков Василий      |
| «К»                   | Крюков Владимир — Кузнецов Николай   |
| «К»                   | Кузнецов Павел — Кунавин Григорий    |
| «К»                   | Кунгурцев Евгений — Кянжин Пантелей  |